# WTA-toernooi van Milaan
Het WTA-toernooi van Milaan was een eenmalig tennistoernooi voor vrouwen dat van 30 september tot en met 6 oktober 1991 plaatsvond in de Italiaanse stad Milaan. De officiële naam van het toernooi was Milano Ladies Indoor.
De WTA organiseerde het toernooi, dat in de categorie "Tier II" viel en werd gespeeld op overdekte tapijtbanen.
Er werd door 28 deelneemsters gestreden om de titel in het enkelspel, en door 16 paren om de dubbelspeltitel. Aan het kwalificatietoernooi voor het enkelspel namen 25 speelsters deel, met vier plaatsen in het hoofdtoernooi te vergeven.
Ook in 1978 werd al eens in Milaan getennist, onder de naam Milan International. Er waren tien speelsters in het enkelspel – voor zover bekend was er geen dubbelspeltoernooi aan verbonden.

## Finales

### Enkelspel
| datum†     | winnares      | tegenstandster      | score         |         |
| ---------- | ------------- | ------------------- | ------------- | ------- |
| 1978-04-03 | Helena Anliot | Mariana Simionescu  | 6-3, 5-7, 6-4 |         |
| 1991-09-30 | Monica Seles  | Martina Navrátilová | 6-3, 3-6, 6-4 | details |

† De datum komt overeen met de eerste toernooidag.

### Dubbelspel
| jaar | winnaressen               | tegenstandsters                  | score    |         |
| ---- | ------------------------- | -------------------------------- | -------- | ------- |
| 1991 | Sandy Collins Lori McNeil | Sabine Appelmans Raffaella Reggi | 7-6, 6-3 | details |